# 第六感
第六感（だいろっかん、sixth sense）とは、基本的に、五感以外のもので五感を超えるものを指しており、理屈では説明しがたい、鋭くものごとの本質をつかむ心の働きのこと。一般にはヒトの視覚、聴覚、触覚、味覚、嗅覚の五感以外の感知能力をいう。ヒト以外の動物にみられる視覚、聴覚、触覚、味覚、嗅覚の五感以外の感知能力（微弱な電場などの感知能力）を表現することもある。

## 概説
第六感という言葉は、基本的に、五感を超えるもので、物事の本質を掴む心の働きのことを指している。純粋な日本語と思われているが、西洋的な概念であり、この言い方を始めたのは、17世紀末のイギリスの哲学者シャフツベリ卿とされている。
類義語として、インスピレーション、勘、直感、霊感、などがある。
超感覚的知覚（Extrasensory perception、ESP、超能力の一種）が類義語として扱われることもある。
自身や家族等の生命に危険が迫った際に「虫の知らせが起きた」と認識されたり、電話がかかってくる前に予知したり、その電話が誰から掛かって来るかを予知したという主張がなされる場合がある。松平定信著の『花月草紙』には、深川の八幡社の祭りの日、子供を連れた母親が橋を渡ろうとした際、子供が泣き止まず、渡らず帰ろうとすると泣き止み、しばらくして橋が落ち、千人以上が巻き込まれたという話（永代橋崩落事故）が紹介されている。
数百キロメートル離れた水場に向かって迷わず移動するある種の動物は、人間より遥かに優れた嗅覚で水の匂いを嗅ぎ当てているとされる。
また、人間においての「嫌な予感」というものは、人間に備わっている野性的な本能から、機械の部品の変形による微かな摩擦音やコンロのガスの臭いが若干違うなど「いつもと違う」ということを無意識のうちに感じ取っているためだとされる。
これについては、チェルノブイリ原発の爆発事故2日前から、一部の作業員で「何か落ち着かない」と自覚していたとインタビューに答えていたという。

## 霊感
中村天風は霊感を、五感を超えているところから「第六感」とも呼んだ。その身近な例としては「虫の知らせ」というのがある。もともと人間として生命を得たからには、誰でもこの感覚を持っているのだが、文明人になるにしたがって、この働きが弱くなってしまった、「だからこの霊感（自覚正念）を磨けば、無念無想になれる」と中村は述べた。中村は意識を「肉性意識」と「心性意識」と「霊性意識」に分類し、3つめの「霊性意識」の中に第六感（霊感）も含まれているとした。

## 第六感の実体の研究

### 電気
微弱な電気を感じ取る能力が「第六感」と捉えられることがある。生物の一部には電位の変化を感知する能力を持つものが知られており、例えばサメにあるロレンチーニ器官は1960年代に微弱な電気（電場）を感知できる感覚器であることが判明している。

### 磁気
磁気（地磁気）を感じ取る能力（磁覚）が「第六感」と捉えられることもあり、2019年3月、東京大学やカリフォルニア工科大学などの共同研究チームがヒトには地磁気を大まかに感じ取る能力があるとする研究成果を米国の専門誌に発表した。なお、地磁気を感じる磁覚については渡り鳥などの鳥類、サケ、ミツバチなどにその能力が見られる。

## 動物に見られる五感以外の感覚

### 熱
蛇は、熱の方向を感じ取るピット器官を持つ。

### 化学物質
マダニは、左右前脚の末節背面にハラー氏器官を持ち、動物の二酸化炭素を検出する。

### 嗅覚と方向感覚
サメは、100万分の1に薄めた血の匂いも感じ取るするどい嗅覚を持ち、さらに両鼻で感じた臭いのタイミングの差から匂いの発生源の方向を知覚する。

## 関連文献
- M.バートン、モーリスバートン『動物の第六感』法政大学出版局、2006（振動に対する感覚、反響航法、超音波の利用、動物の味覚の神秘、動物の嗅覚の驚異、動物の視覚、動物が行っている太陽と星を利用した天測航法、体内時計の謎　等々を扱っている）
- 匠英一『第六感の正体の謎 : 誰もが持っている不思議な能力の秘密に迫る』河出書房新社、1999、ISBN	4309501834
- ソニアショケット『第六感を仕事に生かす: 可能性を最大限まで引き出す方法』ダイヤモンド社、2009、ISBN 4478004994
- ジュディス・オルロフ『スピリチュアル・パワーアップ・レッスン:幸せになる第六感の磨き方』ハート出版、2007、ISBN 4892955531